# Abonyi János
Abonyi János (Szombathely, 1974. június 11.), a Pannon Egyetem rektora, valamint a Folyamatmérnöki Tanszék egyetemi tanára informatika és vegyészmérnök területen. A HUN-REN-PE  Lendület Komplex rendszerek figyelemmel kísérése kutatócsoport vezetője. Kutatási területei közé tartozik a komplexitás, a folyamatmérnökség, a minőségmérnökség, az adatbányászat és az üzleti folyamatok újratervezése. Több mint 250 folyóiratcikk és öt kutatási monográfia és egy magyar nyelvű tankönyv társszerzője.

## Életpályája
1997-ben vegyészmérnökként diplomázott a Veszprémi Egyetemen, majd 2000-ben kémiai tudományok doktori fokozatot szerzett. 2008-ban habilitált folyamatmérnöki szakterületen, majd 2011-től a Magyar Tudományos Akadémia doktora. Az 1999-2000-es időszakban a hollandiai Delft Műszaki Egyetem Irányítástechnikai Laboratóriumában dolgozott. 2010-ben minőségügyi szakmérnök képesítést szerzett. 
2011-től a Pannon Egyetem egyetemi tanára, 2006 és 2014 között a Mérnöki Kar oktatási dékánhelyettese volt. 2018-tól 2022-ig tudományos és stratégiai dékánhelyettes, majd 2022-től 2024-ig rektorhelyettesként tevékenykedett. 2024-től a Pannon Egyetem rektora.
2015 és 2016 között a kőszegi Felsőbbfokú Tudományok Intézete vezető kutatója, ahol Big data és komplexitás központú kutatásokkal foglalkozott. 
2017-től 2022-ig az MTA-PE Lendület Komplex rendszerek figyelemmel kísérése kutatócsoport vezetője. Majd tevékenységét folytatva 2022-től HUN-REN-PE Komplex rendszerek figyelemmel kísérése kutatócsoport vezetője. Kutatásaiban az adat- és rendszertudomány eszköztárának alkalmazásával keres megoldást mérnöki, gazdasági és társadalmi problémákra. 
Oktatási és oktatásszervezési tevékenysége szerteágazó. Az IIASA-Shiba Díjban részesített Autóipari minőségirányítási szakmérnök képzés (2012- ), az Ipar 4.0 megoldásokat fejlesztő rendszer- és adattudományi szakmérnök  (2019- ), valamint a Mesterséges intelligencia szakmérnök szakok (2022-) létrehozója és szakvezetője. Bővebb információk a képzésekről az alábbi linkeken találhatók:https://www.ipar4.org/home, https://aqa.hu Archiválva 2021. augusztus 4-i dátummal a Wayback Machine-ben, https://www.ai-academy.hu/home Archiválva 2021. augusztus 4-i dátummal a Wayback Machine-ben.
2006 és 2011 között MTA Folyamatmérnöki munkabizottság titkára, ezt követően 2016 és 2020 között elnöke. 2011 és 2015 között az MTA Műszaki Kémiai Tudományos Bizottságának titkára, ezt követően 2021-ig a Kémiai Osztály közgyűlési képviselője. 2018-tól az Óbudai Egyetem, Alkalmazott Informatikai és Alkalmazott Matematikai Doktori Iskola tanácsának külső tagja, továbbá 2021-től a MTA Automatizálási és Számítástechnikai Tudományos Bizottság szavazati jogú tagja. Ezidáig több mint 75 nemzetközi konferencia szervezőbizottsági tagja volt. 
2019-től társszerkesztő a Sensors folyóiratban, valamint szerkesztőbizttsági tagja az Applied Soft Computing (ASOC Elsevier), Hungarian Journal of Industry and Chemistry (HJIC), International Journal of Managing Value and Supply Chains és az International Journal of Bio-inspired Computation and Application folyóiratoknak.
Pannon Egyetem Vegyészmérnöki- és Anyagtudományok Doktori Iskola (törzstag) és PE Informatikai Tudományok Doktori Iskola (témavezető) 
Óbudai Egyetem, Alkalmazott Informatikai és Alkalmazott Matematikai Doktori Iskola tanácsának külső tagja,  2018 –

## Főbb publikációi
Közel 500 publikáció köthető a nevéhez, ebből 254 tudományos folyóiratcikk, 12 könyv, 126 konferenciaközlemény és egyéb tudományos művek. A Google Scholar szerinti hivatkozások száma meghaladja az 5800-at. 
A publikációk listája elérhető a www.abonyilab.com, illetve az mtmt oldalán: https://m2.mtmt.hu/gui2/?type=authors&mode=browse&sel=10000214.

## Hírek és interjúk
https://drive.google.com/file/d/1wtMHUhI_Qz8uBa3u2wRqJE78gFukir5U/view
https://www.innoteka.hu/cikk/vonzodni_az_ismeretlenhez.2077.html
https://www.veol.hu/kultura/a-birtokolt-vilag-dr-abonyi-janos-vall-fotozasrol-felsooktatasrol-1360865/ Archiválva 2021. augusztus 10-i dátummal a Wayback Machine-ben
https://vehir.hu/cikk/37679-dr-abonyi-janos-a-lendulet-program-tamogatottja
https://vehir.hu/cikk/60360-a-digitalis-megoldasok-iparra-gyakorolt-hatasairol-rendeztek-konferenciat
https://vehir.hu/cikk/44082-uj-gazdasagfejlesztesi-projekt-a-pannon-egyetemen
https://vehir.hu/cikk/57280-uj-kepzesben-egyesiti-az-ipar-40-es-az-adattudomanyi-ismereteket-a-pannon-egyetem
https://vehir.hu/cimke/abonyi-janos

## Képzések
https://www.ipar4.org/home
https://aqa.hu/ Archiválva 2021. augusztus 4-i dátummal a Wayback Machine-ben